# Koenraad I van Franken
Koenraad I (c. 881 - Weilburg, 23 december 918), was vanaf 906 hertog van Frankenland en nadien van 911 tot 918 koning van het Oost-Frankische Rijk.
Adellijke vetes tussen de machtige aristocratische families om de macht in de verschillende stamgebieden binnen het Oost-Frankische rijk, de herhaalde invasies door de Magyaren en de zwakte van de Karolingische koningschap leidden tot het ontstaan van regionale machten, de latere hertogdommen. In deze tijd viel ook de opkomst van Koenraad, die zelf een vertegenwoordiger van deze opkomende regio's was en die tegelijk het regime van de Oost-Frankische Karolinger Lodewijk het Kind ondersteunde. Als koning probeerde Koenraad zich te verzetten tegen de dreigende ontbinding van zijn koninkrijk en om de heerschappij over zijn gehele koninkrijk uit de oefenen. Zijn zevenjarige heerschappij wordt daardoor voornamelijk gekenmerkt door een serie conflicten met de Oost-Frankische hertogen (duces) van de verschillende deelrijken en niet in de laatste plaats door invasies van de Magyaren. Koenraads regeerperiode markeert de overgang tussen het Karolingische - en het Ottoonse rijk. Het lukte Koenraad niet om een nieuwe koninklijke dynastie te vestigen, mede omdat hij niet vernieuwde. Hij regeerde op dezelfde manier als de Karolingen.
Zijn tijd behoort tot de bronnenarmste tijd van de gehele Middeleeuwen. Terwijl de decennia later geschreven Ottoonse historische werken Koenraad I nog positieve eigenschappen toedichten, wordt zijn gehele regeringsperiode in het geschiedkundig onderzoek vaak als mislukt beschouwd. Lange tijd werd de verkiezing van Koenraad I tot koning als het begin van de Duitse geschiedenis gezien. Pas onlangs zette zich de mening door dat het Duitse Rijk niet het gevolg is geweest van één of meer specifieke daden, maar dat er sprake is van een langdurig ontstaansproces. Koenraad wordt als een belangrijke speler in deze ontwikkeling gezien.

## Leven tot zijn aantreden als koning

### Afkomst en familie
Koenraad stamde uit het sinds het midden van de 9e eeuw aanwijsbare Frankische geslacht van de Konradijnen. Hij had door trouwe dienst aan keizer Arnulf carrière gemaakt en kreeg uitgebreide manoriale bezittingen aan de Mittelrhein en in Mainfranken in bezit. Het Konradijnse kerngebied van het Rijn-Lahn-Main-gebied omvatte ook graafschappen in de Wetterau, in de Lahngouw en de Niddagau alsook huisstichten in Limburg, Weilburg en Wetzlar, de randgebieden van het latere Opper-Hessen.
Koenraads vader, de omstreeks 855 geboren Koenraad de Oudere was graaf in de Hessengau, het Wormsveld en in het Mainfrankische Gozfeld. Hij trouwde met Glismut, een onwettige dochter van keizer Arnulf van Karinthië. Koenraad de Oudere had drie broers: Gebhard van Lotharingen, die graaf in de Rijngouw en de Wetterau was; Eberhard, graaf van de Opperlahngouw en Rudolf I van Würzburg. Rudolf was sinds 892 bisschop van Würzburg. Gebhard was vanaf 903 ook hertog van Lotharingen.
De zwakte van het koninklijke macht onder de laatste Karolingische heerser in het Oostfrankenrijk, Lodewijk het Kind en de onzekerheid van de machtsverhoudingen leidde tot verstrekkende vetes, die ook nog door verwoestende invallen van de Magyaren werden onderbroken. Tijdens deze invallen verloren de ooms van de latere koning Koenraad, Rudolf en Gebhard, respectievelijk in 908 en 910 het leven.
De opkomst van de Konradijnen in het Oost-Frankische koninkrijk en hun territoriale aanspraken bleven natuurlijk zonder weerstand van concurrerende adellijke geslachten. In 897 was er tussen de twee leidende adellijke families in Franken, de Konradijnen en de Babenbergers, een langdurige vete uitgebarsten. In deze zogenaamde Babenbergse vete ging het om de afbakening van invloedssferen in dit deel van het rijk. De oom van Koenraad, Everhard was in 902 in de gevechten gedood. Door een Lotharingse campagne verzwakte de macht van de Konradijnen nog verder. In 906 probeerde de Babenberger Adalbert hier gebruik van te maken om een campagne te beginnen, waarin Koenraads vader in de slag bij Fritzlar werd gedood. De Rijksregering ondersteunde in deze Babenbergse vete echter de Konradijnen en dit was beslissend. Op instigatie van de Oost-Frankische koning werd Adalbert van Babelberg gevangengenomen en onthoofd. De Babenbergse bezittingen werden in beslag genomen. Zo eindigde de Babenbergse vete in 906 in het voordeel van Konradijnen. Deze uitkomst leidde tot aanzienlijke verschuivingen in de machtsverhoudingen. De Konradijnen hadden nu de onbetwiste suprematie in geheel Franken.
De Konradijnse dominantie aan het hof en de uitkomst van de Babenbergse vete, kostte ook de Liudolfingen, die familierelaties met de Babenbergers onderhielden, de toegang tot de koning, die zij nog in de tijd van Arnulf van Karinthië wel hadden bezeten. Dit betekende echter tegelijkertijd ook dat de invloed van de koning en daarmee ook die van Konradijnen in Saksen en Thüringen afnam. Er zijn bijvoorbeeld geen bewijzen overgeleverd dat de zeer jonge koning Lodewijk ook maar een keer in het hertogdom Saksen heeft verbleven.
In hun poging om zich ook in Lotharingen de leidende posities toe te eigenen, kwamen de Konradijnen in conflict met de Matfrieden, een van de machtigste adellijke families in dit gebied. Toen de Matfrieden in Lotharingen de huisabdijen van de Konradijnen bezetten, trok Koenraad in 906 met succes tegen hen ten strijde.
Koenraad had drie broers, de ongeveer vier jaar jongere Everhard III van Franken, Burchard en Otto. Nog in 904 en 910 wordt Koenraad in een oorkonde als lekenabt in Kaiserswerth genoemd. In een oorkonde wordt hij echter in 910 als dux genoemd. De titel zou een hertogdom kunnen suggereren of misschien is het een eervolle accentuering van de op dit moment in het rijk ongeëvenaarde machtige Koenraad, die door de dood van zijn ooms en zijn vader het nieuwe hoofd van de Konradijnen was geworden. Vanaf 909 waren er onder de wereldlijke heren, die de koning van advies dienden, vrijwel alleen nog Konradijnen te vinden.

### Opvolging van de koning
In Lotharingen, het voormalige Austrasische kernland van het Karolingische Rijk, stond Lodewijks halfbroer Zwentibold aan het bewind. Mede hierdoor kon Franken onder bewind van Arnulf en Lodewijk tot het kerngebied van een toenemend zelfstandig Oostelijk rijk uitgroeien. Hier waren de Konradijnen, vooral na de uitsluiting van de Babenbergers, veruit de sterkste macht. Op het moment van de dood in september 911 van de geen directe erfgenamen achterlatende Oost-Frankische Karolinger Lodewijk het Kind hadden de Konradijnen zich dus een goede uitgangspositie verworven voor de te verwachten opvolgingsgevechten.
Maar niet alleen militair en in de context van de prestigegevechten tussen de groten van het Rijk hadden de Konradijnen hun positie uitgebouwd. Zij hadden ook aan hun legitimiteit gewerkt. Hun bloedverwantschap met de Karolingers speelde hierin een niet onbelangrijke rol. Koenraad was zich hier goed van bewust. Vanaf 908 trad hij in bijna elke tweede overgeleverde oorkonde als bemiddelaar op. Daarin wordt meestal benadrukt dat hij een bloedverwant, consanguineus, van de koning was. Op zijn beurt noemt Lodewijk Koenraad zijn nepos. Koenraad bezette daarmee al vroeg de positie van een secundus a rege, de tweede na de koning. De overgang van het koningschap op Koenraad na de dood van Lodewijk het Kind is daarmee niet zo verwonderlijk, als in de latere weergave van de feiten door Widukind van Corvey wordt gesuggereerd. Hierin wordt Koenraad als een gelegenheidskandidaat beschreven.
Ook andere factoren begunstigden de verkiezing van Koenraad. De enige overlevende Karolinger, de West-Frankische koning Karel III ("de Eenvoudige"), was voor de adellijke families van het Oost-Frankische Rijk onacceptabel. Tegen hem sprak zijn politieke zwakte en zijn militaire mislukkingen. De Karolingers waren niet meer in staat om de uiteenlopende delen van het Frankische rijk bijeen te houden, alleen de Lotharingse rijksgroten spraken zich voor Karel uit.
De hoofden van de adellijke families in het Oost-Frankische gebied maakten onder zich uit wie de nieuwe koning moest worden. Otto de Illustere, het hoofd van de Saksische Liudolfingen, trad in slechts twee koninklijke oorkonden als bemiddelaar op en bevond zich vaak op afstand van het koninklijk hof. Luitpold van Karinthië uit de adellijke familie van de Beierse Luitpoldingen werd door Lodewijk in zijn oorkonden eveneens als nepos of vaker nog als propinquus noster (onze verwant) betiteld. Zijn nabijheid tot het koninklijk hof bleef echter beperkt tot de tijden dat hij in Beieren verbleef. De beslissende factor was echter dat Luitpold in 907 tijdens een veldtocht tegen de Magyaren om het leven kwam en dat zijn zoon Arnulf nog te jong was voor de koninklijke opvolging.
Koenraads klim naar het Oost-Frankische koningschap was sterk gebaseerd op de machtspositie, die zijn voorvaderen zich binnen het Karolingische Rijk hadden bevochten. Na de dood van zijn vader was hij, volgens de getuigenis van de bemiddelaars in de koninklijke oorkonden, tot de dominante wereldlijke adviseur aan het koninklijk hof van Lodewijk het Kind opgeklommen. Aan de leidende positie van de Konradijnen droegen verder ook hun uitstekende contacten met andere leden uit de regentenkring bij, zoals met aartsbisschop Hatto I van Mainz of met de bisschoppen Adalbero van Augsburg en Salomo van Konstanz.
Nadat Lodewijk het Kind op 24 september 911 was overleden, kozen de leiders van de Saksen, Alemanni en Beieren in het Frankische Forchheim, iets meer dan zes weken later namelijk op 10 november, de Frankische Koenraad tot koning. Door te kiezen voor Forchheim als plaats van samenkomst stelden de rijksgroten en de nieuwe koning zich in de Oost-Frankische rijk traditie. Waarschijnlijk zijn belangrijkste pleitbezorger bij deze verkiezing was aartsbisschop van Mainz Hatto I, de belangrijkste geestelijke in het Oost-Frankische rijk. Ook Salomo van Konstanz, die zich over de zwakte van de kindkoning Lodewijk had beklaagd, kan tot Koenraads sponsors hebben behoord. Niet bij deze koningskeuze betrokken waren echter de Lotharingers. Zij erkenden de West-Frankische koning Karel III de Eenvoudige als hun heer.
In 913 huwde Koenraad met Cunigonde van de Alaholfing-familie van Zwaben, de weduwe van Luitpold van Karinthië.

## Koenraad als Oost-Frankische koning

### De uitgangssituatie
Koenraad begon zijn koningschap onder extreem moeilijke omstandigheden. Al decennialang had het Frankische rijk te lijden onder de plundertochten van externe vijanden. Hoewel het gevaar van de Noormannen (in het westen en noordwesten) tegen het einde van de 9e eeuw afnam, en ook van de Saracenen (in het zuiden) nog weinig gevaar uitging, kwam de dreiging van het koninkrijk vanaf nu van de Magyaren in het oosten. In tegenstelling tot de Noormannen kwamen de Hongaren niet van overzee en trokken zij ook niet langs de rivieren landinwaarts, maar kwamen zij over land. Hierdoor waren preventieve maatregelen om invallen bij voorbaat tegen te gaan, niet goed mogelijk. De Magyaren waren bovendien veel mobieler en sneller en verder in hun militaire bewegingen ook niet gebonden aan vooraf bepaalde routes. Na de desastreuze nederlaag van de Beieren op 4 juli 907 onder leiding van Luitpold van Karinthië en Boven-Pannonië trokken de Magyaren in het jaar 909 naar Allemannië, wat koning Lodewijk kan hebben gedwongen na Saksen en Thüringen nu ook deze regio te mijden en zich voortaan exclusief in Franken op te houden. In 910 werd ook een keizerlijk leger onder persoonlijke leiding van Lodewijk het Kind op het Lechfeld bij Augsburg verslagen. Toen Lodewijk bewind in 911 met zijn dood eindigde, was het rijk bijna weerloos aan verdere Hongaarse invallen overgeleverd.
Binnen het Oost-Frankische Rijk had de koninklijke centrale macht door geschillen binnen de heersende dynastie van de Karolingers alsook door minderjarige en zwakke koningen sterk aan prestige ingeboet. Vijf koningen waren er tussen 876-911 niet in geslaagd een daadwerkelijke koninklijke macht in stand te houden. De instructies vanuit de centrale macht bereikten niet meer alle delen van het rijk. De invallen van de Magyaren bevorderden deze desintegratie nog. Onder Luitpolds opvolger Arnulf I van Beieren, die zijn handen vol had om zijn precaire positie in Beieren te consolideren, waren de betrekkingen met het Rijk zo goed als afgebroken. Dit proces van desintegratie van het Oost-Frankische rijk werd nog versterkt door de Konradijnse dominantie aan het hof en de gebrekkige samenwerking met de regionale heersers. In de individuele tribale stamhertogdommen vochten machtige adellijke families om de macht en probeerden de regenten hun positie te bevestigen. Het lukte de Konradijnen bovendien de fysieke aanwezigheid van het koninklijk hof tot Franken te beperken. Dit leidde uiteindelijk ook in Alemannia tot opstanden. De Beieren volgden een afscheidingskoers, de Liudolfingen in Saksen hadden zich ver van het koninklijk hof verwijderd, terwijl Lotharingen zich bij West-Francië aansloot.

### Karolingische continuïteit
Koenraad probeerde de Karolingische manier van machtsuitoefening voort te zetten en om zijn heerschappij in de traditie van het Karolingische koningschap te plaatsen. Dit wordt vooral duidelijk in de koninklijke oorkonden en in de organisatie van de hofkapel, met inbegrip van de tot deze institutie behorende kanselarij. Vanuit de kanselarij van Lodewijk het Kind werden de notarissen overgenomen. Aan het hoofd van de kanselarij en de hofkapel bleef de bisschop van Konstanz Salomo III staan. Salomo had deze zelfde functies ook al in de tijd van Lodewijk bekleed. In zijn oorkonden hield Koenraad het gedenkwezen (memoria) aan de Karolingen overeind. Gelijk in zijn eerste oorkonde nam hij zijn voorgangers in het collectieve geheugen op. Meerdere keren bevestigde Koenraad de schenkingen en uitgegeven leengoederen van zijn voorgangers. In zijn oorkondepraktijk werden ook vaak die kloosters en bisdommen bevoorrecht, die ook al door zijn voorgangers waren begunstigd.
Als stichter wendde hij zich bijna uitsluitend tot groepen mensen, die al door zijn voorgangers in het Oost-Frankische koningsambt als officiële vertegenwoordigers en potentiële begunstigden waren bestempeld. In Eichstätt en Sankt Gallen knoopte Koenraad aan stichtingen aan die door Lodewijk het Kind respectievelijk Karel III waren gedaan. Voor de abdijen van Fulda, Lorsch en de Sankt Emmeram in Regensburg zijn eveneens talrijke stichtingsoorkonden door Karolingische heersers overgeleverd. De stichtingen dienden vooral voor het zielenheil en als memoria. De continuïteit werd ook benadrukt in de legitimerende emblemen van koninklijke macht. Het zegel van zijn voorganger, dat de heerser afbeeldt met schild, vanenlans en diadeem als tot de strijd bereid en door God bij voorbaat met de overwinning bedachte legeraanvoerder, werd ook door Koenraad overgenomen. Daarnaast verbond hij zich in de Karolingische traditie met de Kerk om de opkomende vorstelijke middelmachten in toom te houden.

### Begin van zijn heerschappij
Aan het begin van zijn koningschap werd Koenraad waarschijnlijk door aartsbisschop Hatto I van Mainz gezalfd. Zalving was reeds bij de Karolingers een belangrijk element in de legitimering van de koning geweest. Als wij de oorkonden en de bekende activiteiten gedurende het eerste jaar van regering mogen geloven, begon Koenraad zijn regeerperiode vanuit een relatief sterke positie. De hoge acceptatiegraad van de interveniënten in de eerste twee jaar van zijn regeringsjaren wijst zowel op een brede acceptatie van zijn bewind, alsook op deelname van de rijksgroten aan die regering.
Als een van zijn eerste daden begon Koenraad onmiddellijk na zijn verkiezing aan een koningsronde, die hem over Zwaben en Franken langs de grenzen van Beieren naar Lotharingen voerde. Als eerste koning sinds Lodewijk de Duitser en Arnulf van Karinthië begaf hij zich ook weer op Saksisch gebied. Met zijn kroningsronde liet Koenraad zien dat hij de bedoeling had om het koningschap weer in alle gebieden van zijn rijk uit te oefenen. Een van zijn eerste reizen bracht hem naar het zuiden van Zwaben, waar hij gebied van bisschop Salomo van Konstanz bezocht. In Konstanz vierde Koenraad zijn eerste kerst als koning. Op de tweede dag bracht hij in gezelschap van Salomo een bezoek aan de abdij van Sankt Gallen. Daar bracht hij een korte kerstvakantie door. Hij werd er in de gebedsverbroedering van het klooster opgenomen. Zijn vermelding in het verbroederingsboek van de abdij van Sankt Gallen diende als verzekering voor de Memoria, opdat Koenraad op voorspraak van de monniken ook in het hemelse boek, waarin God de namen van de rechtvaardigen opschreef, zou worden opgenomen.
Als tegenprestatie deed Koenraad het klooster rijke stichtingen toekomen; zilver voor iedere broeder, drie dagen schoolvrij voor de kinderen om ongestoord te kunnen spelen, de uitrusting van de Gallusbasiliek met waardevolle daken en een bevestiging van de kloosterimmuniteit. De afschildering van Koenraad in de bronnen als primus inter pares, de belofte van de gebedshulp en de weergave van bisschop Salomo als een gelijke van de koning komen dicht in de buurt van een amicitia. Het ging hier om een systeem van door eden onderbouwde allianties als een middel om de heerschappij uit te oefenen.

### Het verlies van Lotharingen
De dood van de Konradijnse hertog Gebhard in het jaar 910 had de positie van de Konradijnen in dit gebied al beslissend verzwakt. Waarschijnlijk in juli of augustus 911 hadden grote delen van de Lotharingse adel zich van Lodewijk het kind en de Konradijnen afgewend. In januari 912 verscheen koning Karel de Eenvoudige in Lotharingen en hij drong zelfs tot in de Elzas door om de West-Frankische aanspraken op Lotharingen kracht bij te zetten. Hij liet oorkonden opstellen die ook Konradijnse landgoederen betroffen. Begin november erkenden de Lotharingse rijksgroten Karel de Eenvoudige als koning.
Ter verdediging van zijn aanspraken op Lotharingen en op de plaatselijke lokale landgoederen en rechten van zijn familie voerde Koenraad I in de jaren 912 en 913 drie veldtochten. In het begin wist hij de West-Franken terug te dringen, maar nog in hetzelfde jaar vielen de Lotharingse rijksgroten nogmaals de Elzas binnen, waar zij Straatsburg in brand staken. De twee andere campagnes waren niet succesvol. Hoewel de regionale machtsverhoudingen nauwelijks door Karel de Eenvoudige werd bepaald, onttrok Lotharingen zich sinds 913 aan de Konradijnse invloedssfeer, Dit betekende een groot verlies van prestige: Lotharingen gold traditioneel als het culturele en economische centrum van het voormalige groot-Frankische rijk, dit aangezien hier de keizersstad Aken lag. Hiermee gingen belangrijke machtsmiddelen en familieposities in het westen verloren. Het verlies van de Sint-Maximinusabdij in Trier zal door de Konradijnen ongetwijfeld als bijzonder pijnlijk zijn ervaren.

### Middelen en cliëntèle
Door de verandering van dynastie hadden de regionale en lokale elites, waaronder graven, bisschoppen, abten, burchtheren en de koninklijke vazallen, hun betrekkingen met de koning opnieuw vorm moeten geven. Van de vijf kerkprovincies binnen het Oost-Frankische rijk vielen tijdens het koningschap van Koenraad I alleen de zetels van Mainz, Trier en Bremen vrij. Bremen zelfs twee keer. Zij moesten opnieuw worden bezet. De kerkelijke provincies van Trier en Keulen sloten zich in 911 bij Lotharingen aan. In mei 913 werd Heriger tot opvolger van wijlen aartsbisschop Hatto van Mainz benoemd. In Bremen, Konrad begon na de dood van de aartsbisschoppen Hoger en Reginward van Bremen in respectievelijk in 916 en 918 benoemde Koenraad I niet de door het kapittel voorgedragen domprovoost Leidgard, maar diens kapelaan Unni. De Salzburgse aartsbisschop Pilgrim I benoemde hij in 912 tot aartskapelaan.
Aartsbisschop Radbod van Trier werd in de zomer 913 tot aartskanselier van het West-Frankische Rijk benoemd. Na zijn dood op 30 maart 915 had Koenraad geen kans om de verkiezing van een opvolger te beïnvloeden. De nieuwe aartsbisschop Ruotger van Trier verbleef in het West-Frankische rijk. Koenraads invloed op de benoeming van nieuwe bisdommen is volledig onbekend. In het geschil over de soevereiniteit tussen bisschoppen en graven bisschop werd bisschop Einhard van Speier op 12 maart 913 in Straatsburg doodgeslagen. De synode van Hohenaltheim gaf in 916 bisschop de opdracht aan bisschop Richgowo van Worms om deze moord te onderzoeken. De uitkomst van dit moordonderzoek is overigens niet bekend. De bisdommen konden zich dus bijna volledig aan Koenraads invloed onttrekken. Wel probeerde de koning ten minste de grotere koningsabdijen van de Karolingers, die vaak onder invloed van bisschoppelijke commanderijabten of grafelijke lekenabten hadden gestaan, als rijksabdijen weer sterker aan zijn macht te binden. Koenraad bevestigde bijvoorbeeld het kiesrecht, de immuniteit en het bezitsrecht van de abdij van Murbach. Van de abdijen die hij met 23 bekende oorkonden veel vaker dan de bisdommen bedacht, hoopte hij steun voor zijn politiek te ontvangen..
Koenraads bijzondere gunst genoten de abdij van Lorsch, dat in ten minste vijf oorkonden wordt genoemd, en de abdij van Sankt Emmeram en de abdij van Fulda, waarvan elk vier oorkonden zijn overgeleverd. Koenraad bezocht de abdij van Lörsch, de Saksische abdij van Corvey, de respectievelijk Frankische-Thüringse en Hessische abdijen van Fulda en Hersfeld en de Zwabische abdij van Sankt Gallen. Hij bevestigde deze kloosters in hun oude privileges, waaronder de vrije keuze van een nieuwe abt. Ook begunstigde hij hen met nieuwe donaties. Koenraad begaf zich eerst naar Sankt Gallen (kerst 911), daarna volgde de abdij van Fulda (12 april 912), de abdij van Corvey (3 februari 913), de abdij van Lorsch (22 juni 913) en de abdij van Hersfeld (24 juni 918). De rijksabdijen moesten weer versterkt voor servitium regis (de koningsdienst) geschikt worden gemaakt. De gastenplicht voor het koninklijk hof op doorreis, de personele en materiële diensten in tijden van oorlog en de politieke taken van de abt waren de belangrijkste onderdelen van de koningsdienst. De hoogte van deze lasten is vanwege ontbrekende bronnen echter onduidelijk.

### Invasies van de Magyaren
Tegenover de Magyaren, die in de periode 912-917 ten minste vier keer zijn koninkrijk binnenvielen, voerde Koenraad niet veel uit. De reden hiervoor is onbekend; feit blijft echter dat de getroffen regionale leiders op zichzelf aangewezen waren. Toch werden er successen geboekt: volgens de bronnen zou slechts één inval van de Magyaren tot een nederlaag hebben geleid. In 913 werden de Magyaren aanvankelijk door de Alemannen onder leiding van paltsgraaf Erchanger en graaf Odalrik afgeslagen. Hertog Arnulf van Beieren vernietigde bij de rivier de Inn vervolgens bijna een volledig Magyaars leger. Deze nederlaag van 913 daalde in het collectieve geheugen van de Magyaren en werd in Hongaarse kronieken vaak geassocieerd met andere nederlagen en verliezen.
Een overwinning op een buitenlandse vijand zou Koenraads reputatie in een samenleving, die werd gedomineerd door een krijgeraristocratie, waar waarden zoals eer en roem een grote rol speelden, aanzienlijk hebben kunnen versterken. Na het verlies van Lotharingen en het ontwijken van de Magyaren begint koning Koenraad reeds in 913 snel aan gezag in te boeten. Dit leidde tot openlijk conflict met Hendrik de Vogelaar in Saksen, Berthold en Burchhard II in Zwaben en met Arnulf I in Beieren.

## Bewind

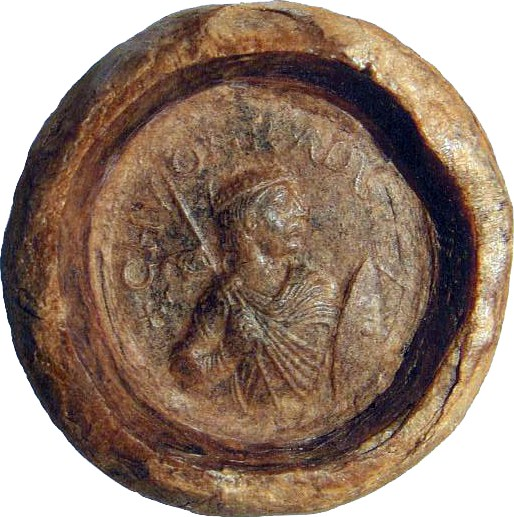
Zegel van koning Koenraad I

Zijn bewind werd gekenmerkt door de hevige strijd om de oude Karolingische koninklijke tradities in stand te houden tegen de toenemende macht van de hertogen van Saksen, Beieren en Zwaben. Zijn militaire campagnes waren een mislukking en hij was niet in staat het koningschap in zijn familie te houden.

## Overlijden en opvolging
Koenraad overleed op 23 december 918 na een veldslag tegen de Magyaren. Hij had beseft dat slechts de hertog van Saksen voldoende macht had om hem op te volgen en verzocht op zijn sterfbed zijn broer, Everhard III van Franken, om de scepter, kroon en andere rijksinsignes aan de hertog van Saksen over te brengen. Hendrik I de Vogelaar was daarmee de eerste die volgens het principe van designatio, geschiktheid, aangewezen werd.

## Voorouders
| Voorouders van Koenraad I van Franken | Voorouders van Koenraad I van Franken                             | Voorouders van Koenraad I van Franken                             | Voorouders van Koenraad I van Franken                             | Voorouders van Koenraad I van Franken                             | Voorouders van Koenraad I van Franken                 | Voorouders van Koenraad I van Franken                 | Voorouders van Koenraad I van Franken             | Voorouders van Koenraad I van Franken             |
| ------------------------------------- | ----------------------------------------------------------------- | ----------------------------------------------------------------- | ----------------------------------------------------------------- | ----------------------------------------------------------------- | ----------------------------------------------------- | ----------------------------------------------------- | ------------------------------------------------- | ------------------------------------------------- |
| Overgrootouders                       | Gebhard (graaf van Lahngouw) (800-879) ∞ ? (-)                    | Gebhard (graaf van Lahngouw) (800-879) ∞ ? (-)                    | Koenraad I van Auxerre (800–863) ∞ Adelheid van Tours (-n 866)    | Koenraad I van Auxerre (800–863) ∞ Adelheid van Tours (-n 866)    | Karloman van Beieren (830-880) ∞ Liutwindis (830-891) | Karloman van Beieren (830-880) ∞ Liutwindis (830-891) | ? (–) ∞ ? (-)                                     | ? (–) ∞ ? (-)                                     |
| Grootouders                           | Udo (graaf van Lahngouw) (830-879) ∞ Judith van Bourgondië (835-) | Udo (graaf van Lahngouw) (830-879) ∞ Judith van Bourgondië (835-) | Udo (graaf van Lahngouw) (830-879) ∞ Judith van Bourgondië (835-) | Udo (graaf van Lahngouw) (830-879) ∞ Judith van Bourgondië (835-) | Arnulf van Karinthië (845-899) ∞ ? (-)                | Arnulf van Karinthië (845-899) ∞ ? (-)                | Arnulf van Karinthië (845-899) ∞ ? (-)            | Arnulf van Karinthië (845-899) ∞ ? (-)            |
| Ouders                                | Koenraad de Oudere (855-905) ∞ Glismod (~865-924)                 | Koenraad de Oudere (855-905) ∞ Glismod (~865-924)                 | Koenraad de Oudere (855-905) ∞ Glismod (~865-924)                 | Koenraad de Oudere (855-905) ∞ Glismod (~865-924)                 | Koenraad de Oudere (855-905) ∞ Glismod (~865-924)     | Koenraad de Oudere (855-905) ∞ Glismod (~865-924)     | Koenraad de Oudere (855-905) ∞ Glismod (~865-924) | Koenraad de Oudere (855-905) ∞ Glismod (~865-924) |
| Koenraad I van Franken (881-918)      |                                                                   |                                                                   |                                                                   |                                                                   |                                                       |                                                       |                                                   |                                                   |

## Voetnoten
1. ↑  Het lijk was van Koenraad de Oudere werd door zijn weduwe Glismuoda en zijn zonen Koenrad en Eberhard in de vesting Weilburg begraven (Ernst Dummler: Geschichte des Ostfränkischen Reiches, deel II, blz. 538).
2. ↑  Thilo Offergeld: Reges Pueri. Das Königtum Minderjähriger. Hannover 2001, blz. 633
3. ↑  D Ko I 3, red. Theodor Sickel, MGH DD Dt. Könige I, Hannover, 1879-1884, pp. 3-4 (consanguineus noster Hludovicus).
4. ↑  D D LK 35 (Cuonrat dilectus et propinquus noster), 64 (Chǒnradi comitis nostri atque propinqui), 67 (Chonradi comitis et propinqui nostri), 72 (Chuonrati egregii ducis et fidelis nepotis nostri) en 73 (Chuonradus fidelis et dilectus comes ac propinqus noster).
5. ↑  Annales Alamannici anno 912 (Codex Modoetinsi), red. Walter Lendi, Untersuchungen zur frühalemannischen Annalistik. Die Murbacher Annalen, Freiburg 1971, blz. 188.
6. ↑  Thilo Offergeld: 'Reges Pueri. Das Königtum Minderjähriger, Hannover, 2001, blz. 583
7. ↑  Tillmann Lohse, Konrad I. als Stifter. in:. Hans-Werner Goetz (red.), Konrad I.: auf dem Weg zum „Deutschen Reich“?, blz. 295-315, hier: blz. 299
8. ↑  Verena Postel: Nobiscum Partiri: Konrad I. und seine politischen Berater in: Hans-Werner Goetz (red.), Konrad I.: auf dem Weg zum „Deutschen Reich“?, blz. 129-149, hier: blz. 146
9. ↑  Hans Werner Goetz: Der letzte Karolinger? Die Regierung Konrads I. im Spiegel seiner Urkunden. in: Archiv für Diplomatik 26 (1980) 56-125, blz. 98e.v.

vet = keizer · cursief = tegenkoning · 1 = medekoning (in een deelrijk) · 2 = afkomstig uit een andere dynastie